# San Bartolo (site maya)
Pour les articles homonymes, voir San Bartolo et Bartolo.

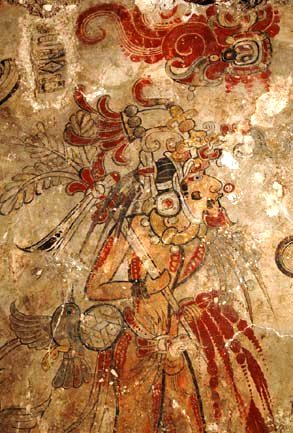
Fresque de San Bartolo

San Bartolo est le nom d’un site archéologique maya situé dans la forêt du Petén au Guatemala, au nord-est de Tikal, découvert par hasard par l'archéologue William Saturno de l'Université du New Hampshire. Il fut abandonné par les Mayas vers l’an 400. 
Le site est remarquable à plusieurs égards. On y a découvert dans une structure pyramidale appelée  «Las pinturas » une salle de quatre mètres sur neuf  décorée d'une fresque décrivant la création du monde et le couronnement d'un roi maya datant de -100. Les scènes mythologiques qui représentent le dieu du maïs sont très proches de celles du Codex de Dresde.
Le fragment de fresque découvert initialement mesurait environ 1,20 m de long. Le déblaiement en 2003 de la pièce, qui s'avère mesurer ~4.5x9.3m, a révélé une longueur de fresque de 4 m et la longueur totale de celle-ci sur le pourtour de la pièce pourrait dépasser les 25 mètres.
La fresque représente le dieu Maïs recevant en offrande une gourde d'eau, symbole de passage de la vie. Le dieu et les autres personnages sont représentés sur un serpent à plume sortant d'une montagne fleur, lieu sacré des dieux et des ancêtres.
Elle a été protégée par une couche de boue appliquée par les mayas sans doute pour désacraliser le lieu avant de l’abandonner.
La découverte est exceptionnelle car jusqu'à ce jour on pensait que ce genre de fresque n’était apparu qu’avec l’époque classique, soit 300 ans plus tard. Or celle-ci montre une grande maîtrise et n'était probablement pas un coup d'essai ou une œuvre unique.
De même, on croyait jusqu'alors que le dieu Mais n'était apparu qu'avec l'Époque classique.
Des caractères mayas primitifs sont inscrits sur la fresque autour d'un personnage de roi, mais leur ancienneté les rend difficilement interprétables.
On y a également découvert dix glyphes mayas dans une couche plus ancienne. L'inscription contient le glyphe «ajaw» qui désigne le roi chez les Mayas classiques. Des échantillons de bois associés aux glyphes et datés au radiocarbone les feraient remonter à -200 et en feraient donc les plus anciens exemples d'écriture maya. L'écriture maya, qu'on croyait empruntée aux Olmèques, serait donc peut-être indigène. 
Une tombe royale de -150 a également été découverte à 1,5 km des peintures.   
L'ancienneté du site, si elle se confirme, pourrait amener à revoir la chronologie maya, qui fait débuter l'Époque classique en 250, ainsi que les conceptions de la royauté maya, dont on pensait qu'elle était également apparue à l'Époque classique.